# Morris (Illinois)
Morris è un comune degli Stati Uniti d'America, situato in Illinois, nella Contea di Grundy, della quale è il capoluogo.